# Scorborough
Scorborough – osada w Anglii, w hrabstwie East Riding of Yorkshire. Leży 19 km na północny zachód od miasta Hull i 266 km na północ od Londynu.